# Балуєв Петро Семенович
Петро Семенович Балуєв (нар. 21 червня 1857 — 1923, Москва) — російський воєначальник, генерал від інфантерії.

## Життєпис
Дворянин. З сім'ї офіцера.

### Російська імператорська армія
- Закінчив Володимирську Київську військову гімназію
- 1876 — Закінчив  1-ше Павлівське училище. Випущений в Александропольську фортечну артилерію.
- 1877—1878 — Брав участь у російсько-турецькій війні.
- 1882 — Закінчив Миколаївську Академію Генерального штабу.
- 24 листопада 1882 — Офіцер для особливих доручень при штабі Закаспійської області.
- 21 січня 1883 — Офіцер для особливих доручень при штабі IV армійського корпусу.
- 25 жовтня 1885 — прикомандирований до військовому штабу війська Донського для викладання військових наук в  Новочеркаському козацькому юнкерському училищі.
- 31 жовтня 1889 — 20 квітня 1892 — Старший ад'ютант військового штабу війська Донського.
- 1892 — Полковник.
- 13 червня 1895 — Керуючий канцелярією військового штабу війська Донського.
- 13 травня — 13 вересня 1900 — Командир батальйону  Воронезького 124-го піхотного полку.
- 5 березня 1901 — Командир  Імеретинського 157-го піхотного полку.
- 1904 — Генерал-майор.
- 19 лютого 1904 — Командир 2-ї бригади 16-ї піхотної дивізії.
- 22 жовтня 1904 — Начальник штабу VI армійського корпусу.
- 9 липня 1910 — Генерал-лейтенант. Начальник 17-ї піхотної дивізії
- Серпень 1914 — Вступив у війну в складі XIV армійського корпусу 4-ї армії.
- 13 серпень 1914 — Атакував і вибив противника з села Гута, знищивши 11-й гонведний полк і захопивши його прапор (за ці дії в серпні 1916 нагороджений Георгіївською зброєю).
- 30 серпень 1914 — Командувач VI армійським корпусом у складі 2-ї армії.
- 16-17 вересня 1914 — деблокував фортецю Осовець, після чого корпус був переданий в 10-ту армію.
- Вересень 1914 — Успішним фланговим ударом від Граєво вийшов у тил німецької армії, але штаб фронту не розвинув успіх.
- Жовтень 1914 — Корпус увійшов до складу новосформованої 1-ї армії.
- 9 листопада — 6 грудня 1914 — Через поранення перебував у резерві чинів при штабі Мінського ВО.
- 6 грудня 1914 — Командувач V армійським корпусом (7-ма і 10-та піхотні дивізії).
- Лютий 1916 — Очолив лівофлангову групу 2-ї армії (V АК, III Сибірський АК, XXXV АК).
- 5-8 березня 1915 — Керував діями групи на лінії озеро Нароч — Вишневська, успішними діями відтіснив противника, вибив німецькі війська з Постав і взяв у полон 18 офіцерів і близько 1300 солдатів (за ці дії в серпні 1916 року нагороджений орденом Св. Георгія IV ступеня).
- 18 вересня 1915 — Генерал від інфантерії.
- 1916 — Брав участь у наступі генерала  О. О. Брусилова на Стирі і Липі.
- 10 листопада 1916 — Поєднував командування корпусом з керівництвом  Особливою армією.
- 18 березня — 9 липня 1917 — Командувач Особливою армією у складі Південно-Західного фронту (XXXI, XXXIX, XLVI армійські і IV кінний корпус). В ході  Червневого наступу Окремій армії відводилася пасивна роль.
- 9 липня 1917 — Командувач 11-ю армією.
- 12 липня 1917 — Залишив Тарнополь.
- 15 липня 1917 — Зайняв фронт від Радзивилова до Волочиська.
- 19 липня 1917 — Здав командування генералу  Ф. С. Рербергу.
- 24-31 липня 1917 — Головнокомандувач арміями  Південно-Західного фронту.

 Головнокомандувачем Південно-Західним фронтом був призначений випадково, наспіх, генерал Балуєв … (А. І. Денікін  [Архівовано 6 жовтня 2013 у Wayback Machine.]).
- 5 серпня — 12 листопада 1917 — Головнокомандувач арміями Західного фронту.
- 12 листопада 1917 — Відсторонений від посади і заарештований Військово-революційним комітетом фронту.

### Червона армія
- 1918 — Вступив до Червоної армії.
- 1919 — Інспектор військових сполучень Вищої військової інспекції.
- 1920 — Входив до складу Особливої наради при Главкомі та Комісії з дослідження та використання досвіду 1-ї світової війни.
- На викладацькій роботі.

Помер у Москві в 1923 році.

## Твори
- Історичні та статистичні описи станиць і міст, відвідуваних п. військовим міністром при об'їзді його превосходительством Області Війська Донського в 1900 році. Новочеркаськ: Обл. Війська Донського. тип., 1900 РГБ])
- Військово-топографічний огляд Бобро-Наревського району. Ломжа: тип. Штабу 6-го армійського корпусу, 1909.
- Записка ген. від інфантерії Балуєва. [Архівовано 31 жовтня 2007 у Wayback Machine.]
- Восьма армія в Луцькому прориві // В книзі «Луцький прорив». М., 1924. Стор. 31-79.